# El Brugent (del Ter)
El Brugent est une rivière qui se situe dans les comarques de la Garrotxa et de la Selva ; C'est un affluent de la rivière Ter sur la rive gauche. Son bassin s'étend essentiellement sur les communes de Sant Feliu de Pallerols, Les Planes d'Hostoles et Amer. La rivière est enclavée entre les montagnes les plus orientales de la chaîne de Collsacabra et le versant occidental de la chaîne de montagnes que forment la Serra de les Medes et les Cingles de Sant Roc. En tant qu'affluent, El Brugent se distingue comme étant la première à se retrouver dans la rivière Ter en basse saison et l’une de ses plus importantes sources d’approvisionnement en eau.

## Une rivière de gorges
Sur son parcours, il y a une multitude de gorges, principalement dans la partie volcanique de son parcours (de Sant Feliu de Pallerols aux gorges de Santa Margarida), en passant par le village de Les Planes. Les gorges suivantes se démarquent: 
- "Miami"
- Gorges d'en Valls
- Gorges de la Mola, incluses dans l'ensemble des " Balmes de la Torra"
- Gorges Negre
- Gorges de la Plana
- Gorges d'en Duran
- Gorges de Santa Margarita

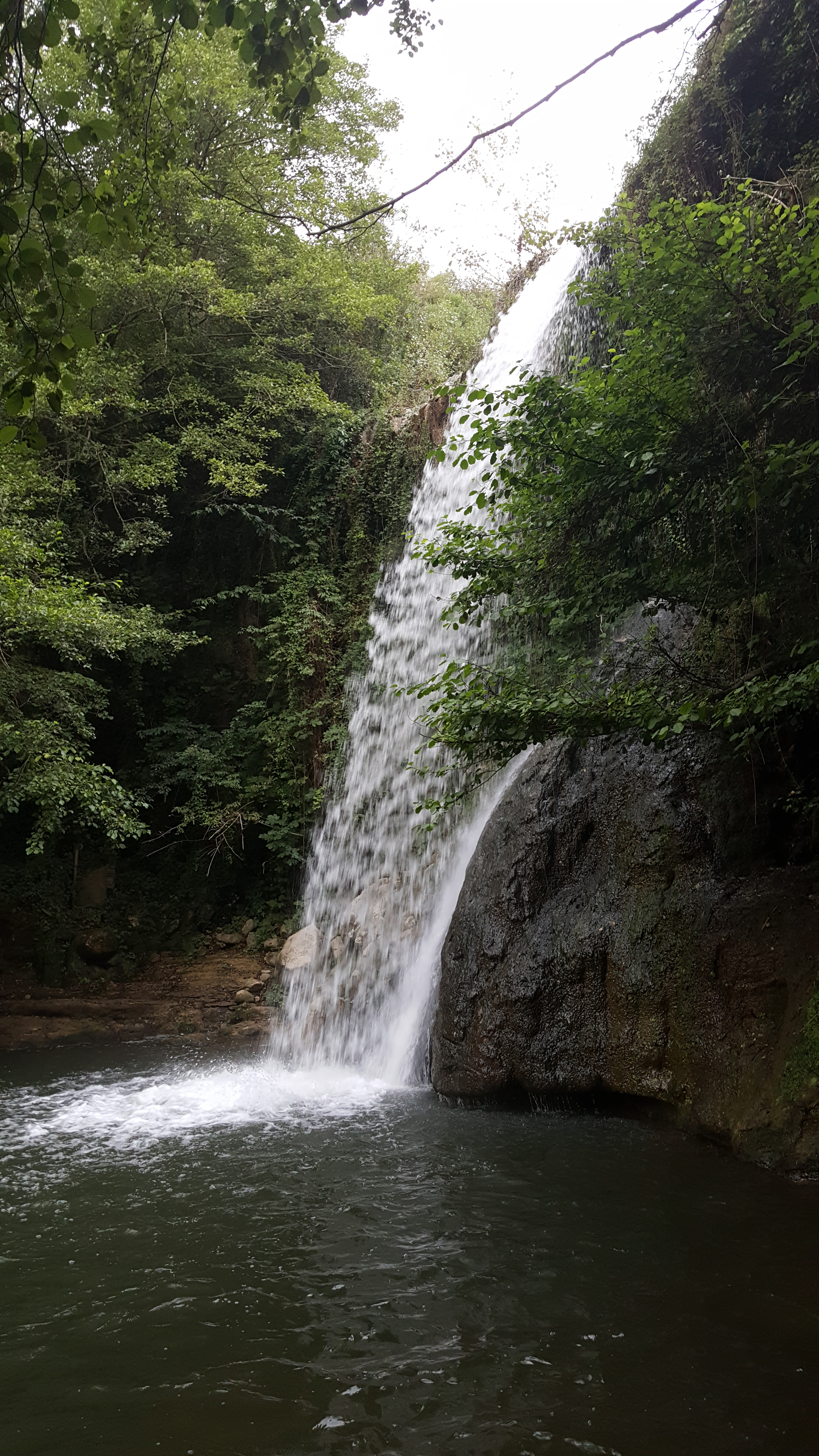
Chute d'eau dans les gorges de Santa Margarita
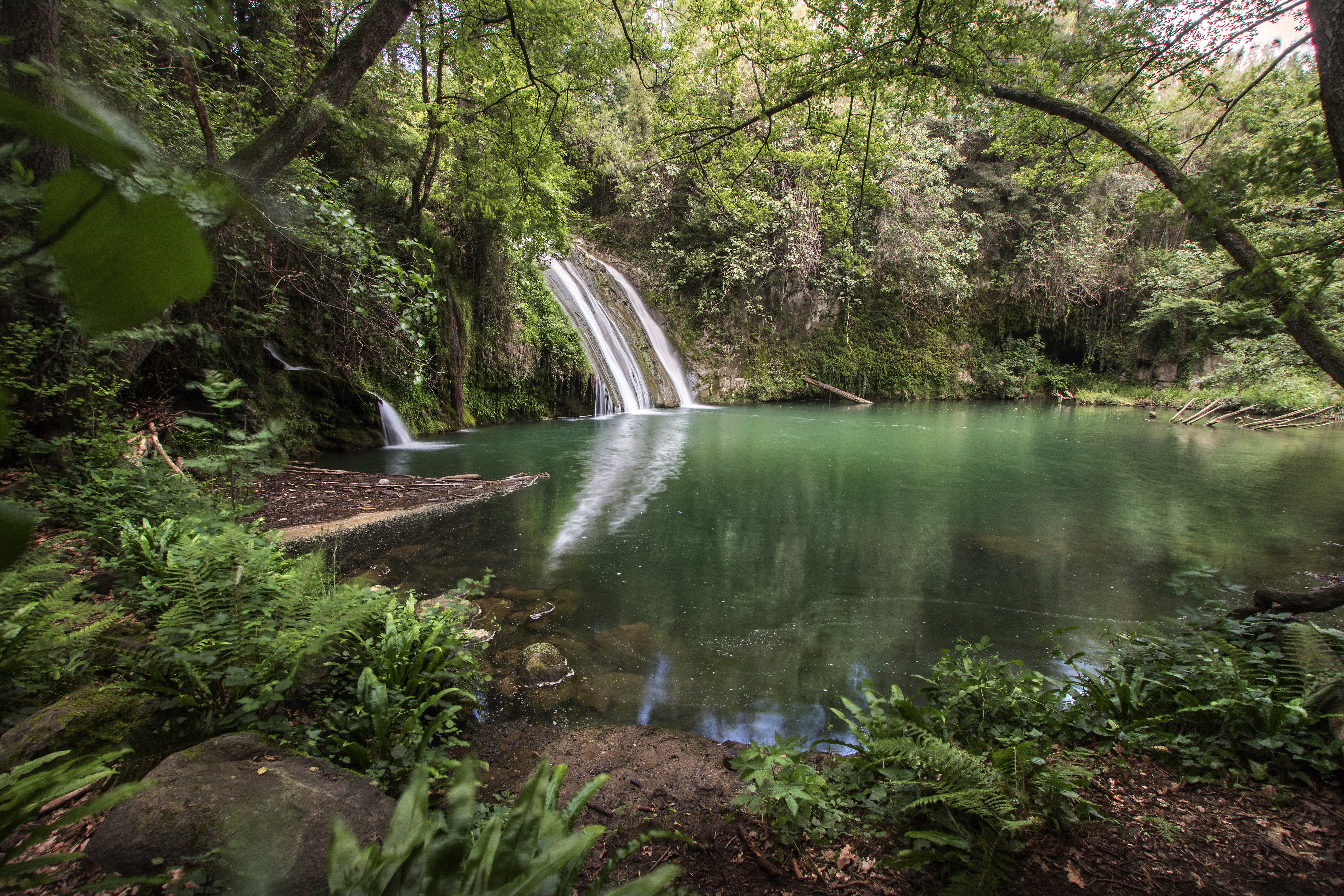
Gorges de la Pedrera d'en Biel
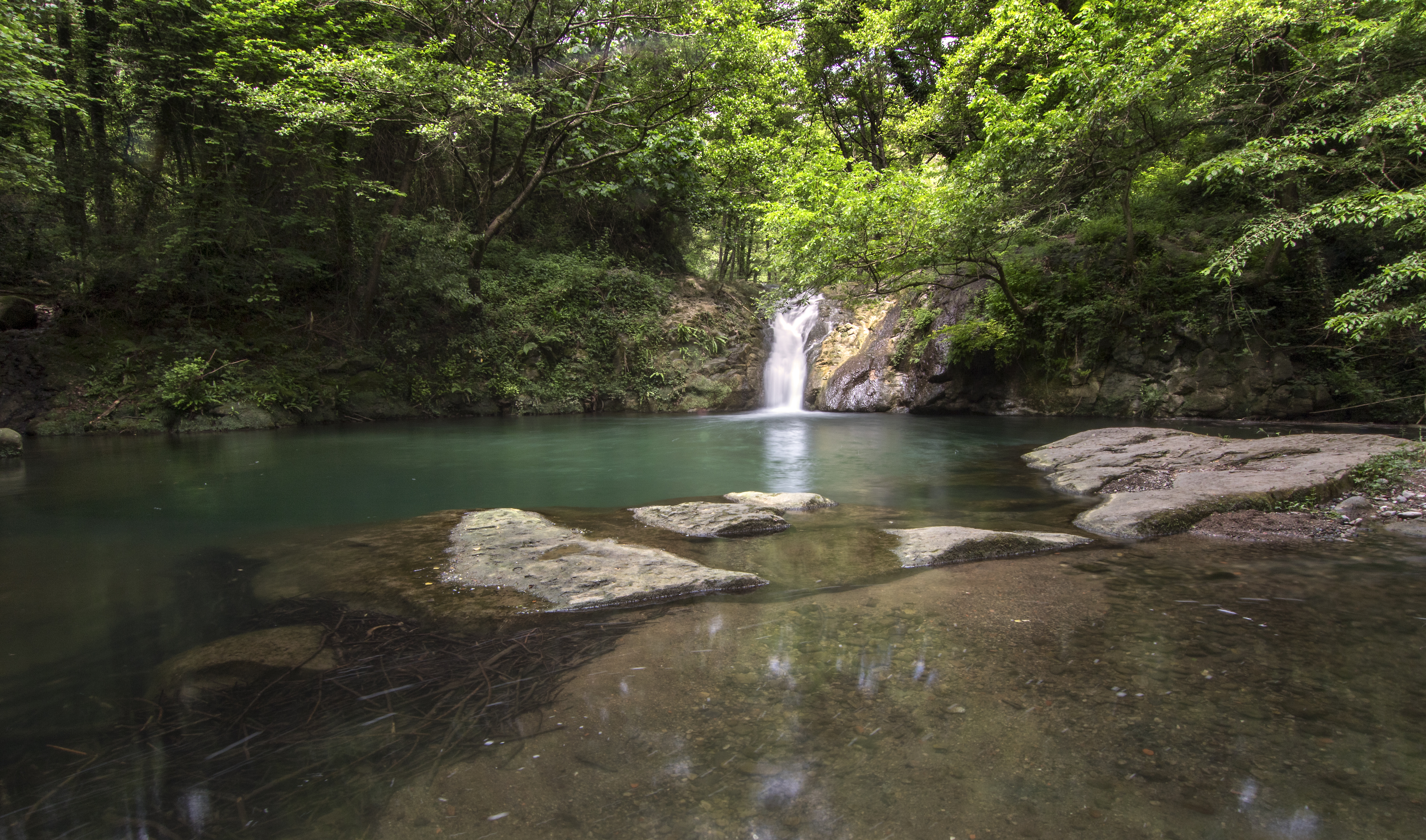
Gorges de la Plana

## Principaux affluents
- Riera de Cogolls